# Installateur

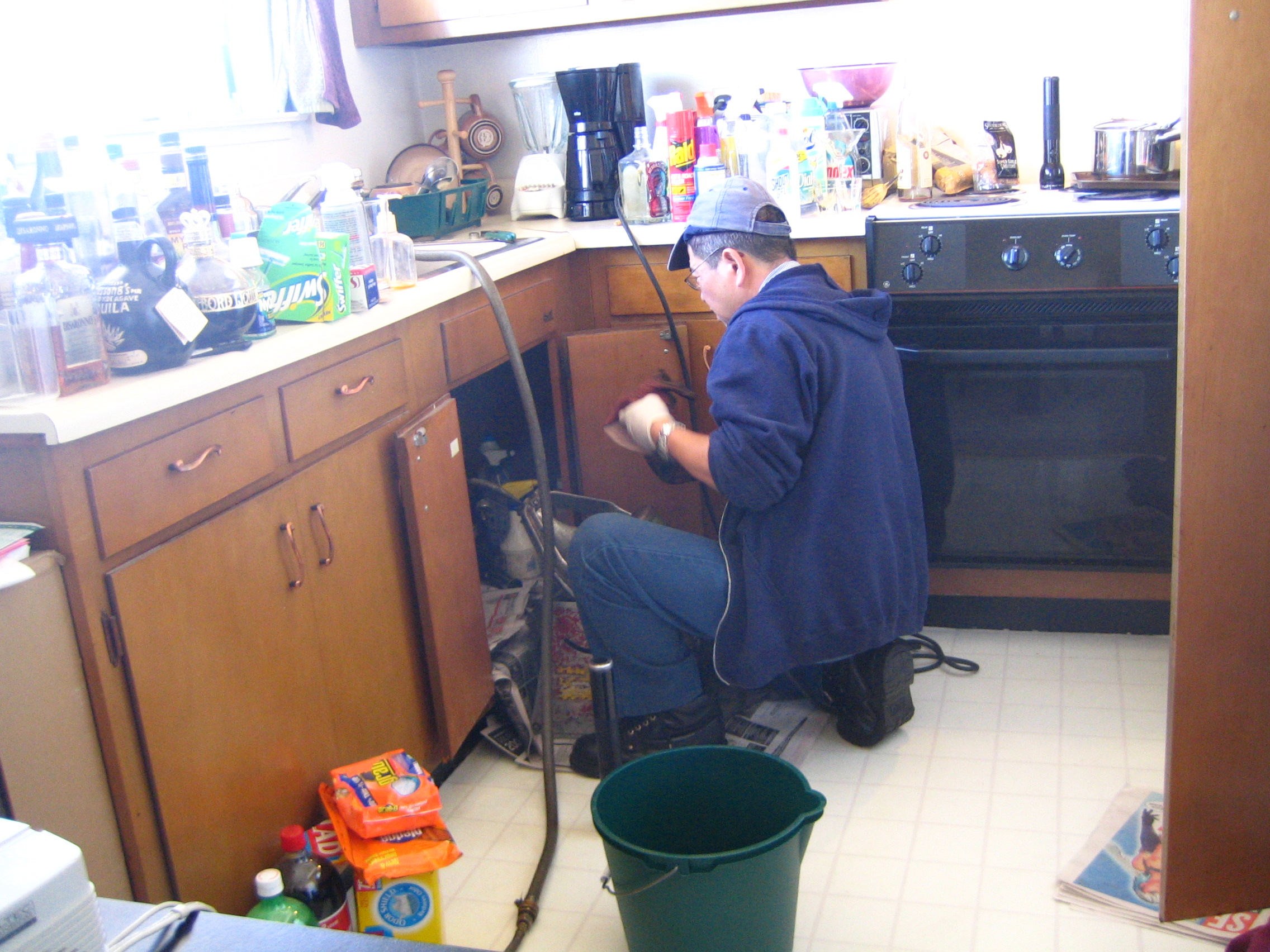
Een loodgieter aan het werk

Een installateur is een monteur en vakman. De installateur zorgt voor het inrichten en in stand houden van technische installaties in gebouwen, in de industriële omgeving, in de wegenbouw, in de spoorwegbouw, enzovoort.
In de installatietechniek zorgt
- de elektricien voor de elektrische installatie;
- de loodgieter voor de gasleidingen, waterleidingen, sanitair met riolering en ook voor het zinkwerk (dakgoot e.d.);
- de cv-monteur voor de centrale verwarming.

Vaak zijn meerdere disciplines ondergebracht in één installatiebedrijf. Veel Nederlandse installatiebedrijven zijn aangesloten bij de ondernemersvereniging Techniek Nederland.